# Macrocyprina propinqua
Macrocyprina propinqua is een mosselkreeftjessoort uit de familie van de Macrocyprididae. De wetenschappelijke naam van de soort is voor het eerst geldig gepubliceerd in 1960 door Triebel.